# Vinn hjärta vinn
Vinn hjärta vinn är ett album av Pugh Rogefeldt, utgivet 2008. 
Albumet var Rogefeldts första sedan 2005 års Opluggad Pugh. Han återförenades här med gitarristen Jojje Wadenius och trummisen Jan Carlsson, som medverkade på hans två första album Ja, dä ä dä (1969) och Pughish (1970). Därtill medverkade basisten Ulf Jansson. Albumet spelades in i Sandkvie Studio i Visby och producerades av The Ark-gitarristen Martin Axén.
Albumet blev som bäst 12:a på Sverigetopplistan.

## Låtlista
Samtliga låtar skrivna av Pugh Rogefeldt.
1. "Dom stora dom äter små" - 4:17
2. "Alla springer åt samma håll" - 3:30
3. "Hare nu så bra" - 3:46
4. "Sommarflum" - 4:25
5. "Vinn hjärta vinn" - 4:54
6. "Du kan kyssa din mamma adjö" - 3:51
7. "Monstret växer" - 2:58
8. "Lust, hunger" - 3:09
9. "Taggiga rosen" - 3:47
10. "Godnatt" - 2:51

## Listplaceringar
| Lista (2008) | Topplacering |
| ------------ | ------------ |
| Sverige      | 12           |